# Čína na Zimních olympijských hrách 2006
Čínu na Zimních olympijských hrách v roce 2006 reprezentuje výprava 73 sportovců (35 mužů a 38 žen) ve 9 sportech.

## Medailisté
| Medaile | Jméno                | Sport                | Soutěž                 |
| ------- | -------------------- | -------------------- | ---------------------- |
| Zlato   | Wang Meng            | Short track          | Ženy 500 m             |
| Zlato   | Chan Siao-pcheng     | Akrobatické lyžování | Muži akrobatické skoky |
| Stříbro | Čang Tan Čang Chao   | Krasobruslení        | Sportovní dvojice      |
| Stříbro | Wang Man-li          | Rychlobruslení       | Ženy 500 m             |
| Stříbro | Li Ni-na             | Akrobatické lyžování | Ženy akrobatické skoky |
| Stříbro | Wang Meng            | Short track          | Ženy 1000 m            |
| Bronz   | Li Ťia-ťün           | Short track          | Muži 1500 m            |
| Bronz   | Šen Süe Čao Chung-po | Krasobruslení        | Sportovní dvojice      |
| Bronz   | Žen Chuej            | Rychlobruslení       | Ženy 500 m             |
| Bronz   | Wang Meng            | Short track          | Ženy 1500 m            |
| Bronz   | Jang Jang            | Short track          | Ženy 1000 m            |